# Lengkong (Garung)
Lengkong is een bestuurslaag in het regentschap Wonosobo van de provincie Midden-Java, Indonesië. Lengkong telt 2146 inwoners (volkstelling 2010).